# Scelio singularis
Scelio singularis är en stekelart som beskrevs av Muesebeck 1972. Scelio singularis ingår i släktet Scelio och familjen Scelionidae. Inga underarter finns listade i Catalogue of Life.